# Nelson Panciatici
Nelson Panciatici, född den 26 september 1988 i Reims är en fransk racerförare.